# 浜田光夫
浜田 光夫（はまだ みつお、1943年〈昭和18年〉10月1日 - ）は、日本の俳優。日活の黄金期を支えた看板俳優の一人。本名は浜田 斌（はまだ あきら）。
東京都牛込区（現・新宿区）白銀町出身。玉川学園小学部、中学部、高等部卒業、日本大学芸術学部中退。アートプロモーション所属。

## 来歴
父は生後1ヶ月のときに結核で死去、母の手ひとつで育てられる。生まれた当初つけられた名前は「斌（あきら）」であったが、後に姓名判断に凝っていた母の薦めで、知人により「光曠」と改名された。戸籍名は「斌」のままである。
小学生のときに、兄弟のいない息子を気遣った母の計らいで、バイオリン教室へ通うことになる。また、当時通っていたバイオリン教室の生徒が出演していた音楽映画『ここに泉あり』にその生徒のうちの1人として出演している。習いたての生徒がバイオリンを弾くシーンで、わざと下手な真似をして弾くというのがよく飲み込めなかったという。その腕前は『父と娘の歌』、『日本フィルハーモニー物語 炎の第五楽章』で見ることができる。
小学校6年生のときに、日本橋・三越劇場にて公演『ピーター・パン』を見て興味を持ち楽屋を訪問すると、「来週から来なさい」と言われたことがきっかけで劇団東童に入団。1955年に劇団民藝の若杉光夫監督に見いだされ、『石合戦』に主役の少年で出演。『石合戦』に出演する少し前に、バイオリン塾でレッスン中に見事なおならをしてしまい、先生から「バイオリンより良い音が出たね」と言われ、それまでのレッスンと月謝が無駄だったと非常なショックを受け、以後は演劇に力をいれはじめるきっかけとなった。中学3年生のときに劇団四季の『永遠の処女』（演出・浅利慶太）、NHKの民藝ユニット作品『メリイクリスマス』（演出・若杉光夫）にも重要な役で出演する。

### 本格デビュー
玉川学園高等部在学中の1960年、若杉監督の勧めで『ガラスの中の少女』のオーディションを受け、吉永小百合と初共演玉川学園卒業後、高橋英樹と共に日本大学藝術学部へ進学。同年、日活に入社し本格デビュー。1961年に『この若さある限り』より、若杉監督から「光夫」の名前をもらい芸名を浜田光夫と改める。
その後、数多くの日活映画に出演。吉永小百合のほか、和泉雅子、田代みどり、松原智恵子、松尾嘉代、太田雅子（現・梶芽衣子）など若手女優陣らとも共演する。

### 吉永小百合との日活純愛路線

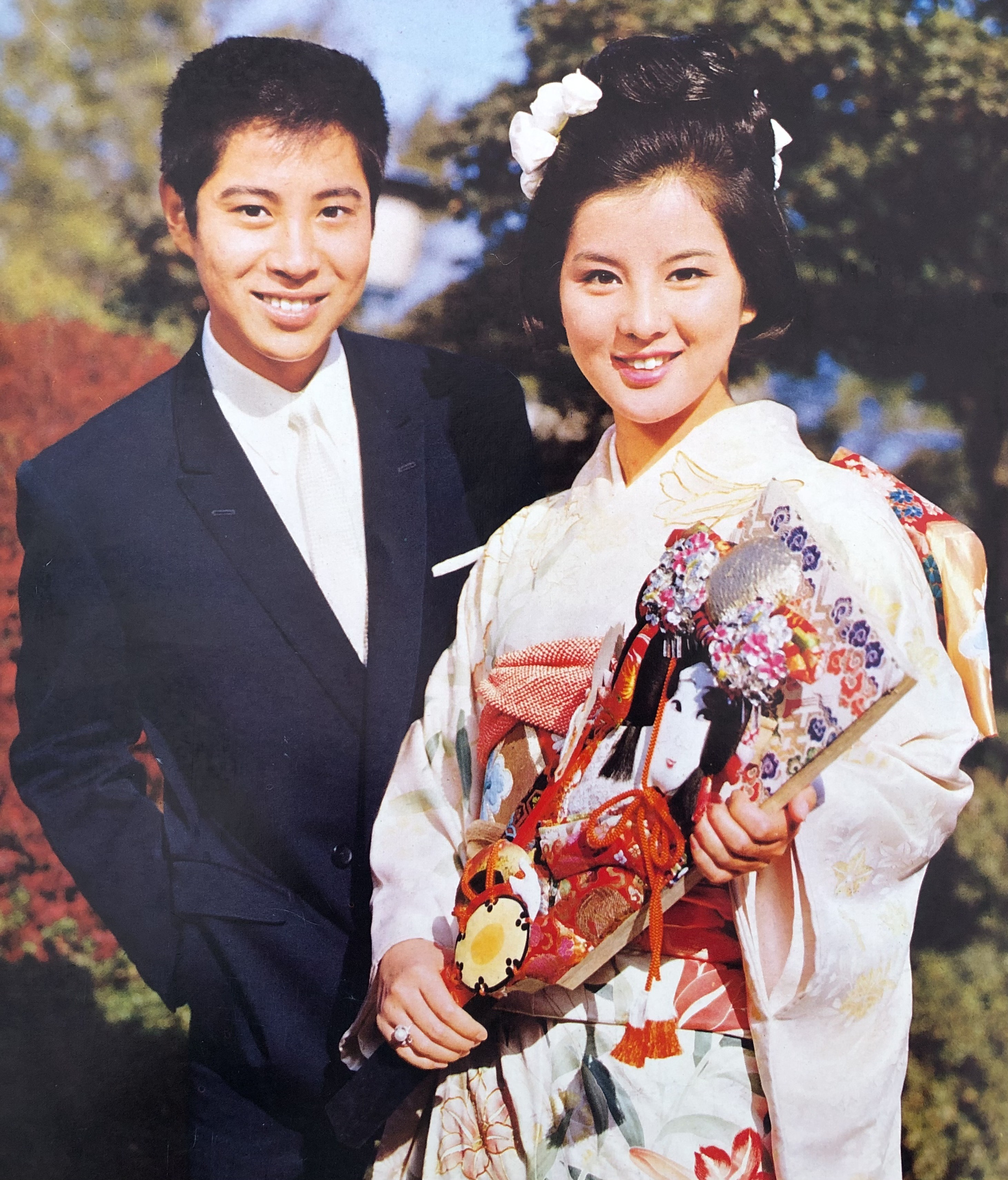
吉永小百合と浜田（1965年）

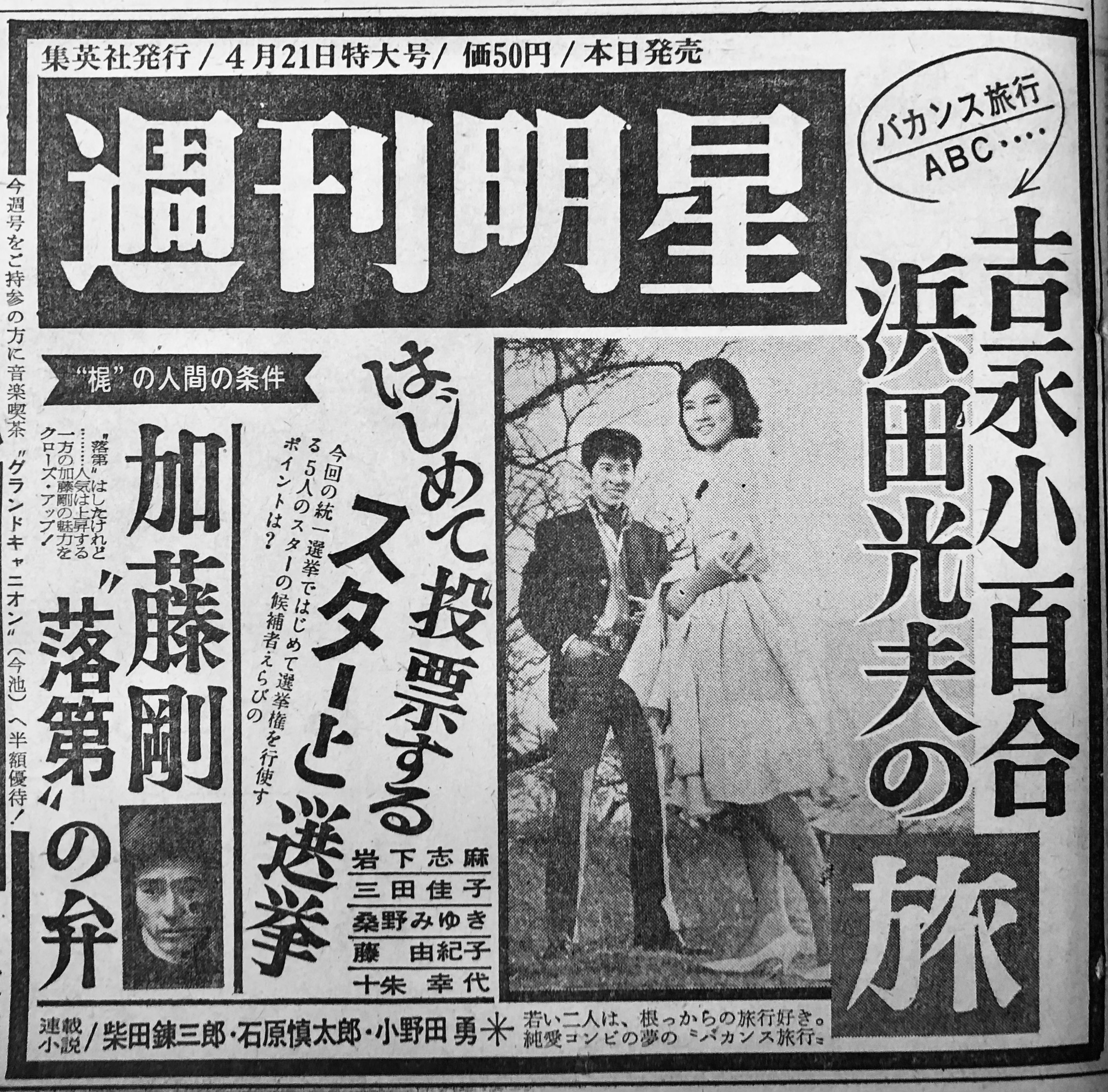
『週刊明星』1963年4月21日号の新聞広告

従来のアクション路線がマンネリ化していた日活にとって、浜田・吉永コンビの純愛路線は多くのファンの支持を集め爆発的人気となった。日本大学芸術学部に入学後も、数多くの主演作でハイティーン・スターとして売り出す。浜田の目は、その美しさから“バンビの目”と称された。なお、大学は2年で中退している。
浦山桐郎監督の『キューポラのある街』（1962年キネマ旬報ベスト・テン日本映画第2位）、純愛路線の決定版である中平康監督の『泥だらけの純情』、またベストセラーを映画化し興行的に大ヒットした『愛と死をみつめて』（1964年日本映画興業成績第2位）など話題作に次々出演し、吉永小百合と共にトップスターとしての地位を確立する。また当時の人気作家であった石坂洋次郎や三島由紀夫など文芸小説の映画化作品が次々と創られた。
浜田・吉永コンビの映画作品は最盛期に1ヶ月に1本のペースで封切られ、2人は1年で顔を合わせない日は数日だったという忙しさであった。吉永とのコンビ映画は44作品にのぼる。

### その他の出演作
吉永をはじめとする青春映画以外に社会派映画などにも出演。浦山桐郎監督の第二作『非行少女』では、和泉雅子とコンビを組んだ。『キューポラのある街』と同様に高い評価を得、モスクワ国際映画祭金メダル賞を獲得。その他『大人と子供のあいの子だい』、『煙の王様』、『サムライの子』など当時の社会情勢をテーマにした映画に出演した。

### 右眼負傷とイメージチェンジ
1966年7月25日、名古屋市女子大小路のサパークラブで仕事終わりに葉山良二らと飲んでいると、酔った客が絡み出し、突然、電気スタンドで葉山を襲撃した。そして葉山の隣にいた浜田の右目に電気スタンドのガラスの破片が直撃し、右目が全く見えなくなってしまう。ガラス片が黒目を直撃した上、レンズ部分の水晶体に到達し、眼球破裂水晶体を保護する「房水」が流出していた。名古屋大学医学部附属病院に救急搬送され、即手術、入院ということになる。もう何時間か遅れていたら、完全失明は免れないという状況だったという。黒目を0.3mm間隔で32鍼縫い上げる眼球縫合手術が行われ、失明の恐怖に耐えながら8時間、奇跡的に失明は免れた。
このアクシデントを受け、当初吉永とのコンビで出演予定であった『愛と死の記録』は急遽、渡哲也が代演することとなった。
8か月の入院生活を終え、1967年3月に退院。手術で視力は取り戻したものの、黒目に白い傷跡が残った。その傷跡を隠すために、サングラスをかけ仕事を再開した浜田だったが、後遺症でライトの前では目を開けているのさえ困難であった。翌年、日活オールスターが友情出演した『君は恋人』で復帰するが、右目負傷の影響からその後は眼を保護するためにスモークやハーフトーンのサングラスが必需品となった。こうしてイメージチェンジを余儀なくされ、『涙の季節』『いちどは行きたい女風呂』でのコミカルな役柄など、次第に従来とは異なるバイプレーヤー的な俳優へと転向する。この時期、浜田の支えとなったのは、のちに妻となる青園宴だった。高橋英樹が宝塚歌劇団のファンだったことから、高橋の付き添いで宝塚歌劇を鑑賞することになり、宝塚歌劇団生徒の溜まり場となっていた洋菓子喫茶アマンドで青園と知り合う。失明騒動の後、目にコンタクトレンズを入れて撮影を行っていたため炎症を起こしてしまい、大阪大学医学部附属病院に入院することになった際、身の回りの世話をしてくれたのが青園だったという。青園の励ましを受け、目の完治を諦めず4度もの手術を決行。暴行事件から7年、ついに目は完治した。

### 歌手として
日活映画の主題歌、挿入歌を中心に、テイチクレコードから数多くのレコードを発売。中でも1963年に発売した三条江梨子とのデュエット「草笛を吹こうよ」がヒットした。1967年には東芝レコードから映画復帰作主題歌「君は恋人」を発売している。

### 日活退社後から現在
日本映画の衰退とともに日活を退社し石原プロに移籍。またテレビドラマにも進出。1970年、テレビドラマ『お荷物小荷物』（朝日放送製作、TBS系）で、小言屋だが肝心な時には頼りない5人兄弟の次男・滝沢義を演じ、コミカルな演技で新境地を開拓した。
同作の脚本だった佐々木守と意気投合し、この後、岡崎友紀主演の“18歳シリーズ”や特撮ヒーロー番組『アイアンキング』など、1970年代前半に佐々木が執筆または関係したテレビドラマの常連的存在となっている。その後は悪役からバラエティ番組、情報番組のコメンテーターもこなすバイプレーヤーとして多くの舞台、テレビ、講演など幅広く活躍している。代表的な作品として1980年の映画『天平の甍』、2004年の映画『1リットルの涙』など。
2012年9月18日発売の「女性自身」（2012年10月2日号）に妻・恭美子の手記が掲載された。浜田は日活時代から日常的に飲酒を欠かさない生活だったが、年齢と共に飲酒量が増えた。2010年1月に胃の裏側や背中の激痛を訴え緊急入院。急性膵炎の診断を受け一命を取り留めたことをきっかけに、夫婦二人三脚で生活改善に努めていることを明らかにしている。
2012年10月18日、Amebaブログ内に自身のオフィシャルブログ「青春日和」を開設。
2016年、第25回日本映画批評家大賞・実写部門 ゴールデン・グローリー賞を受賞。

## 人物
趣味は、ゴルフ。
1972年1月6日、ハワイで結婚。妻は宝塚歌劇団に在籍した宝塚歌劇団52期生の元タカラジェンヌで、宝塚歌劇団卒業生の青園宴（本名・浜田恭美子）。娘が2人いる。長女は2005年2月13日、玉川学園の同窓生だったひばりプロダクション社長・加藤和也と結婚。浜田と加藤は舅と婿の関係となった。
同級生には円谷英二の三男・円谷粲や、後に『アイアンキング』の主題歌を担当する子門真人がいた。
テレビに出演するようになってからは『お荷物小荷物』で初めて手応えを感じ、脚本を手がけた佐々木守を敬愛するようになった。『アイアンキング』への出演は、佐々木が脚本を手掛けることから即断したという。浜田が佐々木のことを認識したのは『お荷物小荷物』からだが、それ以前に映画『非行少女』で佐々木から方言指導を受けていた。

## 出演
※太字は主演

### 映画
- ここに泉あり（1955年、独立映画）
- 石合戦（1955年、日活）

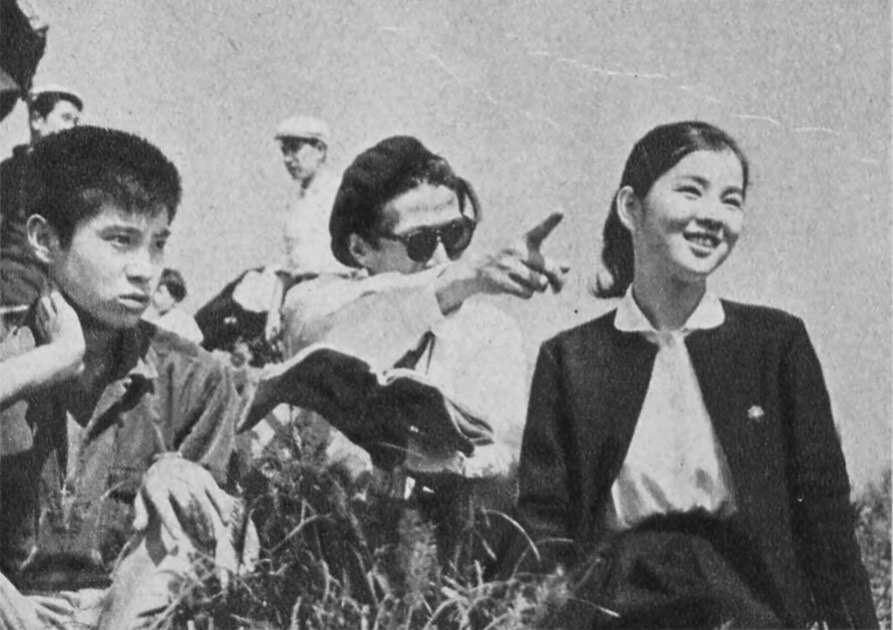
『ガラスの中の少女』（1960年）

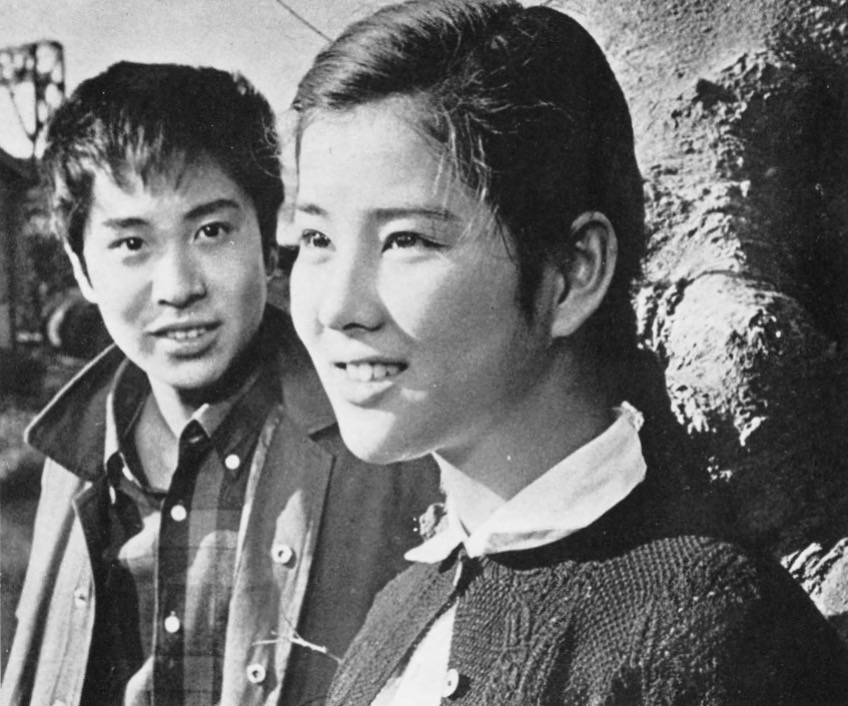
『キューポラのある街』（1962年）

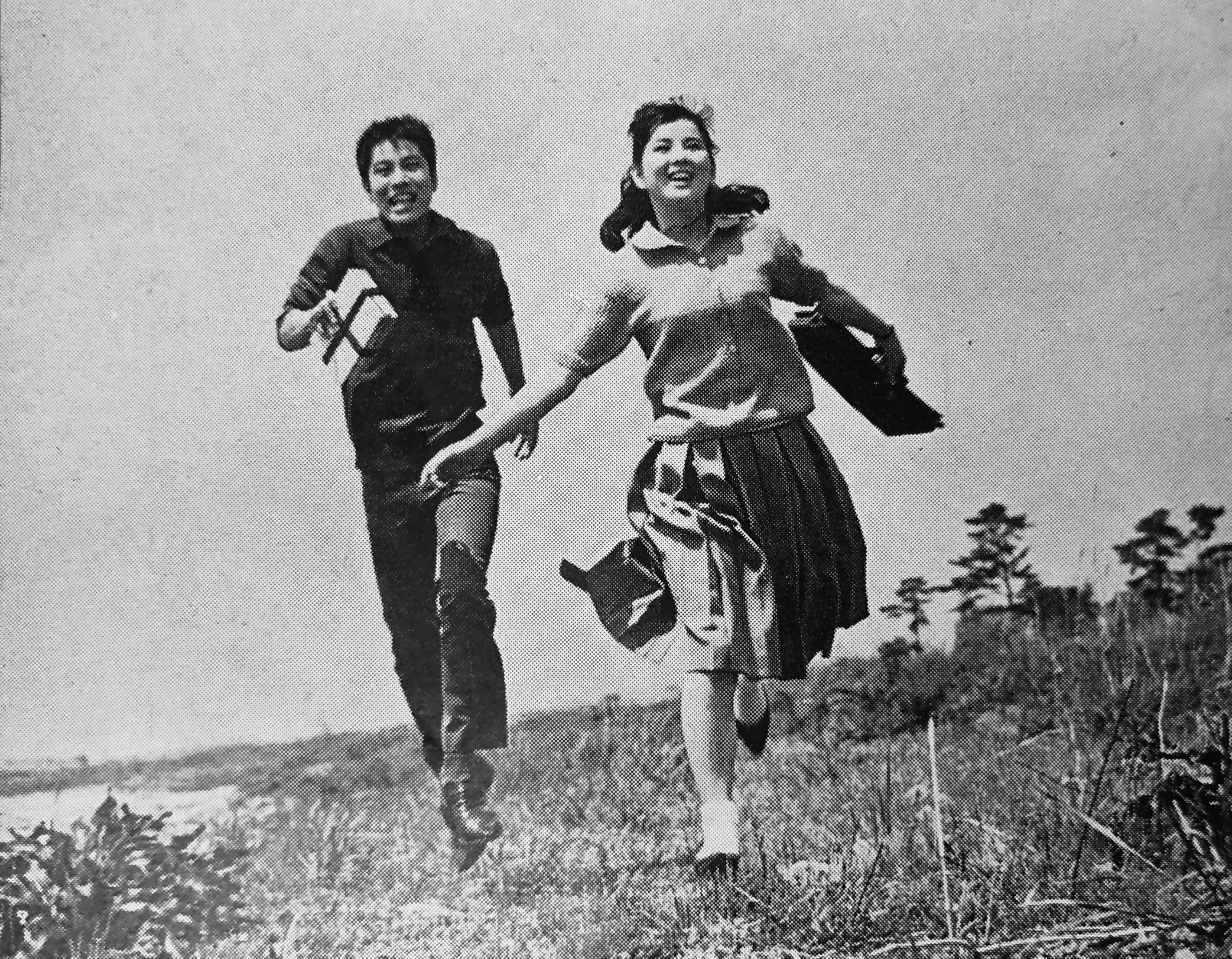
『赤い蕾と白い花』（1962年）

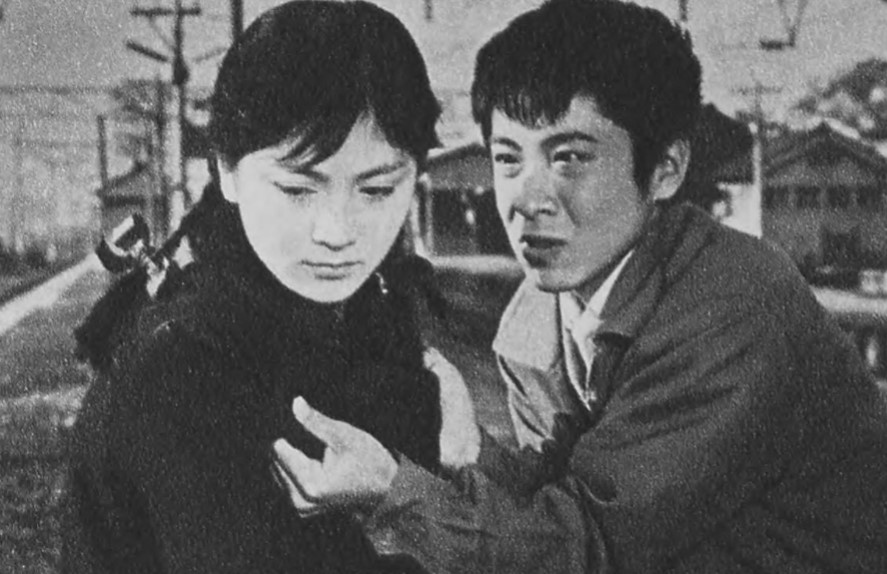
『非行少女』（1963年）

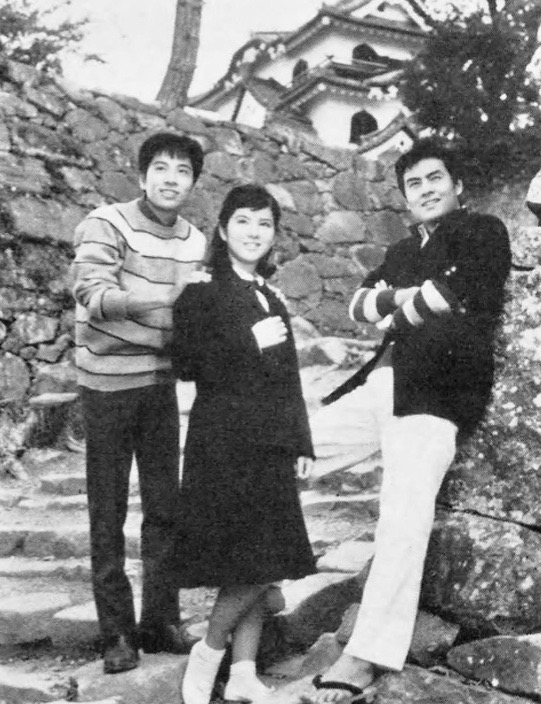
『青い山脈』（1963年）

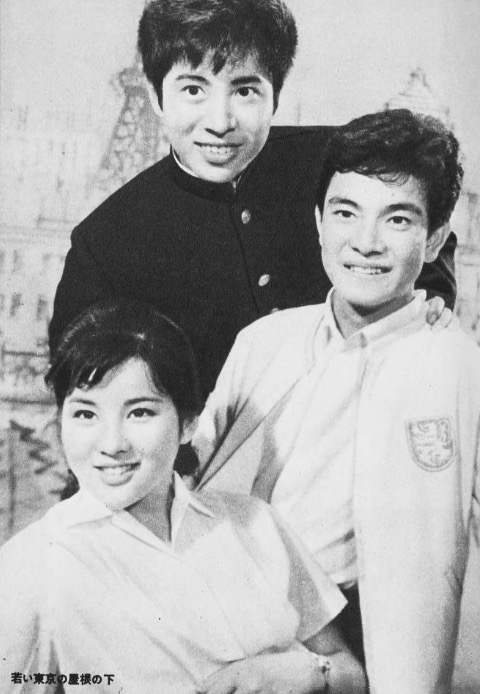
『若い東京の屋根の下』（1963年）

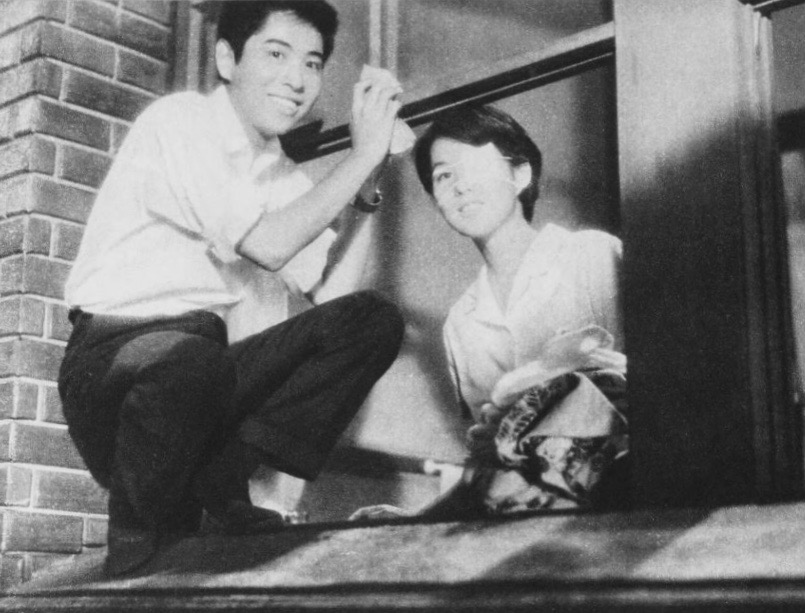
『愛と死をみつめて』 (1964年)

- ガラスの中の少女（1960年、日活） - 陽一
- 美しき抵抗（1960年、日活） - 三川君
- 大出世物語（1961年、日活） - 安井健一
- 胸の中の火（1961年、日活）
- この若さある限り（1961年、日活） - 大和田行雄
- 舞妓の上京（1961年、日活）
- 大人と子供のあいの子だい（1961年、日活）
- 太陽は狂ってる（1961年、日活） - 矢代圭一
- 白い雲と少女（1961年、日活）
- 草を刈る娘（ 1961年、日活） - 時造
- 母あちゃん海が知ってるよ（1961年、日活）
- さようならの季節（1962年、日活） - 三宅高志
- 上を向いて歩こう（1962年、日活） - 友田良二
- キューポラのある街（1962年、日活） - 塚本克巳
- 赤い蕾と白い花（1962年、日活） - 三輪重夫
- 零戦黒雲一家（1962年、日活） - 中北次郎
- あすの花嫁（1962年、日活） - 佐伯宇太郎
- ひとりぼっちの二人だが（1962年、日活） - 杉山三郎
- 青い山脈（1963年、日活） - 金谷六助
- いつでも夢を（1963年、日活） - 木村勝利
- 泥だらけの純情（1963年、日活） - チンピラ次郎
- サムライの子（1963年、日活） - 主演
- 伊豆の踊子（1963年、日活） - 現代の学生
- 非行少女（1963年、日活） - 沢田三郎
- 俺の背中に陽が当る（1963年、日活） - 滋
- 煙の王様（1963年、日活） - 百々山一彦
- 若い東京の屋根の下（1963年、日活） - 三上良平
- 美しい暦（1963年、日活） - 田村邦夫
- 波浮の港（1963年、日活） - 隆一
- 真白き富士の嶺（1963年、日活） - 富田一夫
- 光る海（1963年、日活） - 野坂孝雄
- 成熟する季節（1963年、日活）
- 美しい十代（1964年、日活） - 津村純
- 浅草の灯 踊子物語（1964年、日活） - 神田長次郎
- 仲間たち（1964年、日活）
- 出撃（1964年、日活）
- 潮騒（1964年、日活） - 久保新治
- 風と樹と空と（1964年、日活） - 手塚新二郎
- 愛と死をみつめて（1964年、日活） - 高野誠
- うず潮（1964年、日活） - 大杉光平
- 若草物語（1964年、日活） - 矢坂次郎
- 愛しながらの別れ（1965年、日活） - 主演
- 悲しき別れの歌（1965年、日活） - 風見信太郎
- 未成年 続・キューポラのある街（1965年、日活） - 塚本克巳
- 夜明けのうた（1965年、日活） - 利夫
- 青春のお通り（1965年、日活） - 青柳圭太
- 血と海（1965年、日活）
- 父と娘の歌（1965年、日活） - 阿川
- 四つの恋の物語（1965年、日活） - 久保隆太
- 愛して愛して愛しちゃったのよ（1965年、日活）
- 大空に乾杯（1965年、日活） - 北倉誠
- 青春ア・ゴーゴー（1966年、日活）
- 青春のお通り 愛して泣いて突っ走れ（1966年、日活） - 青柳圭太
- 太陽が大好き（1966年、日活）
- 風車のある街（1966年、日活） - 石倉力三
- 私、違っているかしら（1966年、日活） - 川瀬
- 君は恋人（1967年、日活） - 矢代光夫 (目の負傷後、1年4か月振りの復帰作品)
- 花の恋人たち（1968年、日活） - 吉岡忠男
- 無頼より 大幹部（1968年、日活） - 辻川猛夫
- 星影の波止場（1968年、日活）
- 青春の風（1968年、日活） - 風見圭介
- 昭和のいのち（1968年、日活） - 秋山邦雄
- あゝひめゆりの塔（1968年、日活） - 西里順一郎
- 花ひらく娘たち（1969年、日活） - 坂本一雄
- 涙の季節（1969年、日活） - 主演・影山京一
- 代紋 地獄の盃（1969年、日活） - 久保田鉄平
- 大幹部 殴り込み（1969年、日活）
- 涙でいいの（1969年、日活）
- 嵐の勇者たち（1969年、日活） - 浜野
- 富士山頂（1970年、日活） - 測候所員
- 喜劇 女もつらいわ（1970年、日活）
- 花の特攻隊 あゝ戦友よ（1970年、日活）
- いちどは行きたい女風呂（1970年、ダイニチ）
- 甦える大地（1971年、松竹） - 坂口
- サンダカン八番娼館 望郷（1974年、東宝） - 矢須吉
- 樺太1945年夏 氷雪の門（1974年、東映洋画）
- おしゃれ大作戦（1976年、東宝）
- どんぐりッ子（1976年、東宝）
- こちら葛飾区亀有公園前派出所（1977年、東映） - 戸塚五郎
- 犬笛（1978年、東宝） - 宮原
- 天平の甍（1980年、東宝） - 玄朗
- 日本フィルハーモニー物語 炎の第五楽章（1981年、にっかつ） - 川原和男
- ドンマイ（1990年、松竹）
- 大江戸浮世風呂潭 卍舞（1994年、東映ビデオ） - 源さん
- 樹の上の草魚（1997年、ワイズ出版） - 戸ヶ崎和也
- 借＜シャッキング＞王（1997年、日活）
- 借＜シャッキング＞王2（1997年、日活）
- こむぎいろの天使 すがれ追い（1999年、『こむぎいろの天使』製作委員会） - 土屋先生
- 1リットルの涙（2004年、『1リットルの涙』上映委員会）
- 縁切り村〜デッド・エンド・サバイバル〜（2011年、スカイアンドロード） - 本郷槙一郎

### テレビドラマ
- 若い川の流れ（1968年 - 1969年、NTV） - 曽根健助
- 見合い恋愛（1969年、NTV） - 小田
- 大河ドラマ（NHK総合）
  - 天と地と（1969年） - 羽柴秀吉
  - 徳川家康（1983年） - 宇喜多秀家
- 東芝日曜劇場
  - ゴンズイとキス（1969年、TBS）
  - 二十ちがい（1971年、ABC）
- 銀河ドラマ / わが歌声の高ければ（1969年、NHK総合）
- 五番目の刑事 第22話「おかしなおかしな逃亡者」（1970年、NET） - 信次
- あかんぼのタンゴ（1970年、MBS）
- 明日天気にしておくれ（1970年、CX）
- お荷物小荷物（1970年 - 1971年、ABC） - 滝沢義
- 水の炎（1971年、CBC）
- 破れかぶれ（1971年、NHK総合）
- 喧嘩は絶対いたしません!（1971年、TBS）
- なんたって18歳!（1971年 - 1972年、TBS） - 皆川竜二
- すいーとぽてと（1971年 - 1972年、MBS） - 寺田
- お荷物小荷物・カムイ編（1971年 - 1972年、ABC） - 滝沢義
- シークレット部隊 第11話「地獄に急ぐ二人の男」（1972年、TBS）
- 嫁ふたり（1972年、ABC）
- アイアンキング（1972年 - 1973年、TBS） - 霧島五郎 / アイアンキング
- アイちゃんが行く! 第14話「赤城の山の穴ほり男」（1973年、CX） - 浜村次郎
- 赤ひげ 第43話「おくめ殺し」（1973年、NHK） - 角三
- 大久保彦左衛門 第4話（1973年、KTV）
- ラブラブライバル（1973年 - 1974年、TBS） - 神田政吉
- 帽子とひまわり（1974年、NHK）- 大原三郎
- 大江戸捜査網（12ch）
  - 第124話「みなごろし長屋騒動」（1974年） - 清太郎
  - 第139話「非情の町の掟」（1974年） - 政吉
  - 第168話「大江戸市街戦」（1974年） - 朝吉
  - 第227話「殺しの烙印を消せ」（1976年） - 宗吉
  - 第269話「涙の花嫁衣裳」（1976年） - 朝吉
  - 第309話「暗躍! 幻の盗賊集団」（1977年） - 正太郎
- 顔で笑って 第21話「失敗した婚約」（1974年、TBS / 大映テレビ） - 小泉
- ニセモノご両親（1974年、TBS） - 日高一作
- 右門捕物帖 （1974年、NET）
  - 第14話「十六夜御用心」
  - 第33話「目撃者」
- 子連れ狼 第2部 第19話「冬への門出」（1974年、NTV） - 松吉
- 東海道姉ちゃん仁義（1974年、CX）
- 夜明けの刑事 第4話「手錠のままの駆け落ち」（1974年、TBS） - 竹下幸夫
- 破れ傘刀舟 悪人狩り 第10話「三匹のカラス」（1974年、NET） - 清吉
- 池田大助捕物日記（1974年 - 1975年、KTV）
- 座頭市物語 第17話「花嫁峠に夕陽は燃えた」（1975年、CX） - 峯吉
- 娘の結婚（1976年、CX）
- 大岡越前（TBS）
  - 第4部 第19話「天下を盗る 前篇」、第20話「天下を盗る 後篇」（1975年） - 九一
  - 第6部 第3話「意地っ張り三方一両損」（1982年） - 佐吉
- ポーラテレビ小説 / お美津（1975年、TBS）
- 赤い疑惑 第11話「近くて遠い街・パリ」（1975年、TBS） -  日本航空パーサー
- バーディ大作戦 第48話「必殺!ママに捧げる犯罪」（1975年） - 秋山秀樹
- Gメン'75 第3話「警官殺し!」（1975年、TBS） - 仁科英之巡査
- 水戸黄門（TBS）
  - 第6部 第14話「弥七二人旅 -津山-」（1975年） - 不知火の半次
  - 第8部 第18話「黄門さまの土蔵破り -堺-」（1977年） - かげろうの辰平
  - 第13部 第14話「暖簾を救った身代り女房 -堺-」（1983年） - 浪花屋吉蔵
  - 第14部 第24話「偽黄門にされた黄門様 -高岡-」（1984年） - 新六
  - 第27部 第1話「旅のはじめの恋騒動 -水戸・岩城-」（1999年） - 専称堂
- 遠山の金さん 第1シリーズ 第13話「沈み金の謎を追え!!」（1975年、NET） - 波勝の猿次
- 江戸を斬る（TBS）
  - 江戸を斬るII 第11話「二人鼠小僧」（1976年） - 竜太
  - 江戸を斬るVI 第11話「願いをかけた釣り忍」（1981年） - 卯之吉
  - 江戸を斬るVII 第20話「悲願叶えた遠山桜」（1987年） - 駒吉
- 満天の星（1976年、THK） - 勝彦
- 必殺仕業人 第19話「あんたこの志をどう思う」（1976年、ABC） - 小坂栄之進
- 伝七捕物帳 第108話「行くも戻るも地獄道」（1976年、NTV） - 留吉
- ライオン奥様劇場 / 娘の結婚（1976年、CX）
- 火曜日のあいつ　第16話「トラック・ラリー 夜明けのコーヒーに気をつけろ」（1976年、TBS・東宝）-公夫
- 女ひとり（1977年、CX）
- 桃太郎侍（NTV）
  - 第49話「男いちずの灯が消えた」（1977年） - 直八
  - 第199話「親子を取り持つ一ツ毬」（1980年） - 勝次郎
  - 第257話「つばめ暁に死す」（1981年） - 健吉
- 土曜ワイド劇場（ANB→EX）
  - 悪夢 恋人たちの25時（1977年）
  - ある誘拐 裁かれる刑事（1978年）
  - 愛人バンク殺人事件（1984年）
  - なんでも屋探偵帳 血ぬられた死亡診断書が明かす遺産相続の秘密（1994年） - 服部雅人
  - 襲われた二人 女子大生レイプ犯は夫!?（1995年、ABC） - 八代真吉
  - 京都の女庭師風水探偵さくら子 洛北屋敷の密室殺人!（2000年） - 鶴岡幸伸
  - 温泉若おかみの殺人推理13 私は殺された! 三回忌に死者から遺言状（2003年） - 遠山弁護士
- 破れ奉行 第29話「裏切りの暗黒街」（1977年、ANB） - 伊三郎
- 太陽にほえろ!（NTV）
  - 第294話「逮捕」（1978年） - 古屋タダオ
  - 第410話「捜査だけが人生じゃない」（1980年） - 谷岡志郎
- 逆転（1978年、NHK総合）
- 疾風同心 第5話「蘇えった父娘の絆」（1978年、12ch） - 喜八
- 津軽海峡冬景色（1979年、CX）
- そっとさよなら（1979年、YTV）
- 猿飛佐助（1980年、NTV） - 筧十蔵
- 土曜ナナハン学園危機一髪 / ちゅうちょの母の物語（1980年、CX）
- ザ・商社（1980年、NHK総合） - 有本七郎
- 吉宗評判記 暴れん坊将軍 第142話「年の暮 新さん巷の煤払い」（1980年、ANB） - 結城伊織
- その時歴史は変わった（1981年、ANB）
- 鬼平犯科帳 第2シリーズ 第23話「金太郎そば」（1981年、ANB） - 由松
- 花王愛の劇場（TBS）
  - しづの生涯（1981年）
  - おべんきょう（1992年）
  - 子子家庭は危機一髪（1993年）
- いつか黄昏の街で（1981年、MBS）
- 裂けた家族（1982年、CBC）
- 女の嵐（1983年、MBS）
- シンデレラの財布 第7話「レンタワイフ危機一髪」（1984年、TBS） - 蒲田
- 月曜ワイド劇場 / 白い涙（1984年、ANB）
- おじいさんの台所（1985年、CBC）
- おじいさんの台所・二年目（1985年、CBC）
- 赤いシュート!（1986年、KTV） - 朝川正夫
- 特捜最前線 第496話「魔のクリスマスプレゼント!」（1986年、ANB） - 平松浩二
- あぶない少年（1987年、TX）
- 光GENJIのあぶない少年II（1988年、TX）
- 木曜ゴールデンドラマ / 夢を食べた夫婦（1989年、YTV）
- 月曜ドラマスペシャル / 袖ノ下捕物帖（1991年、TBS） - 阿波圭太郎
- 火曜スーパーワイド / 花嫁は容疑者 京都バンコク新婚旅行殺人事件!（1991年、ANB） - 星川プロデューサー
- 夏の嵐!（1992年、TBS）
- 肥後のカミナリ 北里柴三郎（1994年、TKU）
- 金曜エンタテイメント（CX）
  - 多摩湖畔殺人事件（1995年）
  - 松本清張スペシャル 火と汐（1996年）
  - 浅見光彦シリーズ 別府・姫島殺人事件（1997年） - 中瀬古大志
  - おふくろに捧げる歌（1998年）
- 火曜サスペンス劇場（NTV）
  - 小京都ミステリー15 大和路くみひも殺人事件（1995年） - 長尾刑事
  - 弁護士・朝日岳之助8 ぼくは殺ってない（1996年） - 大下政行
- ウルトラマンガイア（1999年、MBS） - 乱橋巧介
- 美空ひばり誕生物語（2005年、TBS）
- アンテナ22 特別版ドラスペシャル / 総理大臣 小泉純一郎（2006年、NTV） - 平沢勝栄

### オリジナルビデオ
- 新・うれしはずかし物語 週末のシンデレラ（1991年、にっかつビデオ）
- スウィートルーム2（1993年、にっかつビデオ）

### 舞台
- 闇に咲く花（1989年、こまつ座）
- 民謡・秋田おばこ物語 貞子（1995年、プロデュースセンター）
- 喜劇・SANADA（2001年・2002年、新宿コマ劇場） - 真田幸村
- 美空ひばり物語（2001年、コマ・プロダクション） - 加藤増吉
- わだばゴッホになる 棟方志功物語（2003年、コマ・プロダクション）
- 晴れのちくもり時々涙…（2003年、劇団民藝） - 柿崎太一
- 不死鳥ふたたび 新・美空ひばり物語（2003年 - 2004年、コマ・プロダクション） - 加藤増吉
- 新章・美空ひばり 不死鳥伝説（2005年、御園座）
- ジパング（2005年、御園座）
- 地球は何処へ（2008年、国連クラシックライブ協会）
- 生きる（2014年 - 2018年、BMCエンタープライズ）
- 五木ひろし特別公演 / めおと囃子（2015年、明治座）

## 音楽

### シングル
| 発売日                     | 規格             | 規格品番         | 面               | タイトル                 | 作詞                  | 作曲             | 編曲             |
| テイチクレコード           | テイチクレコード | テイチクレコード | テイチクレコード | テイチクレコード         | テイチクレコード      | テイチクレコード | テイチクレコード |
| -------------------------- | ---------------- | ---------------- | ---------------- | ------------------------ | --------------------- | ---------------- | ---------------- |
| 1961年7月                  | EP               | NS-434           | A                | 京舞妓                   |                       |                  |                  |
| 1961年7月                  | EP               | NS-434           | B                | 憧れの東京               | 森永健次郎            | 八州秀章         | 八州秀章         |
| 1961年9月                  | EP               | NS-478           | A                | 白い雲と少女             |                       |                  |                  |
| 1961年9月                  | EP               | NS-478           | B                | 山の牧場                 | 森永健次郎            | 八州秀章         |                  |
| 1962年3月                  | EP               | NS-533           | A                | 夜                       | 猪又良                | 上原賢六         | 大久保徳二郎     |
| 1962年3月                  | EP               | NS-533           | B                | 放浪の詩集               | 猪又良                | 上原賢六         | 塩瀬重雄         |
| 1962年5月                  | EP               | NS-558           | A                | 激流に生きる男           |                       |                  |                  |
| 1962年5月                  | EP               | NS-558           | B                | 東京の風は知っている     | 牧房雄                | 伏見竜二         | 山倉たかし       |
| 1962年10月                 | EP               | NS-610           | A                | 光徳牧場の思い出         | 松坂直美              |                  | 福島正二         |
| 1962年10月                 | EP               | NS-610           | B                | 雨に煙った山の歌         | 吉田晴彦              |                  | 山倉たかし       |
| 1963年1月                  | EP               | NS-641           | A                | 青い流れ星               | 牧房雄                |                  |                  |
| 1963年1月                  | EP               | NS-641           | B                | 男ごころに涙あり         | 門井八郎              | 上原賢六         | 福島正二         |
| 1963年1月                  | EP               | NS-651           | A                | 街の並木みち             | 滝田順                | 久慈ひろし       | 久慈ひろし       |
| 1963年1月                  | EP               | NS-651           | B                | 青春の裏町               | 門井八郎              | 村沢良介         | 村沢良介         |
| 1963年3月                  | EP               | NS-664           | A                | 時計台のある町           | 池田充男              | 塩瀬重雄         | 塩瀬重雄         |
| 1963年3月                  | EP               | NS-664           | B                | 慕情のひと               | 池田充男              | 塩瀬重雄         | 塩瀬重雄         |
| 1963年4月                  | EP               | NS-667           | A                | 俺の背中に陽が当る       | 池田充男              |                  | 塩瀬重雄         |
| 1963年4月                  | EP               | NS-667           | B                | 俺の心のキューポラ       | 大高ひさを            | 伏見竜二         | 牧野昭一         |
| 1963年4月                  | EP               | NS-688           | A                | 草笛を吹こうよ           | 門井八郎              | 上原賢六         | 塩瀬重雄         |
| 1963年4月                  | EP               | NS-688           | B                | 花の十九よ いつまでも    |                       |                  |                  |
| 1963年4月                  | EP               | NS-691           | A                | 交換日記                 | 牧房雄                |                  | 塩瀬重雄         |
| 1963年4月                  | EP               | NS-691           | B                | おふくろ                 | 滝田順                |                  | 大久保徳二郎     |
| 1963年5月                  | EP               | NS-702           | A                | 男の街角                 | 丸山環                |                  | 塩瀬重雄         |
| 1963年5月                  | EP               | NS-702           | B                | 夕月の町                 |                       |                  |                  |
| 1963年5月                  | EP               | NS-711           | A                | 涙の中の青春             | 大矢弘子              | 伏見竜二         | 塩瀬重雄         |
| 1963年5月                  | EP               | NS-711           | B                | 純愛山脈                 | 滝田ひさし            |                  | 牧野昭一         |
| 1963年6月                  | EP               | NS-714           | A                | 若い仲間                 |                       |                  |                  |
| 1963年6月                  | EP               | NS-714           | B                | カンナの花よ             |                       |                  |                  |
| 1963年7月                  | EP               | NS-723           | A                | 友情物語                 | 滝田順                |                  |                  |
| 1963年7月                  | EP               | NS-723           | B                | 花占い                   |                       |                  |                  |
| 1963年8月                  | EP               | NS-734           | A                | 純情よ どこへ行く        | 猪又良                | 上原賢六         | 大久保徳二郎     |
| 1963年8月                  | EP               | NS-734           | B                | 若い練習生               | 牧房雄                | 上原賢六         | 牧野昭一         |
| 1963年8月                  | EP               | NS-737           | A                | 白い花の青春             | 松本栄                | 村沢良介         | 塩瀬重雄         |
| 1963年8月                  | EP               | NS-737           | B                | 素晴らしき公休日         |                       |                  |                  |
| 1963年9月                  | EP               | NS-742           | A                | 君呼ぶ渚                 | 萩原四朗              | 上原賢六         | 牧野昭一         |
| 1963年9月                  | EP               | NS-742           | B                | 丘の上の校舎             | 香落滝夫              | 香落滝夫         | 山田栄一         |
| 1963年10月                 | EP               | NS-750           | A                | おさげと草の実           |                       |                  |                  |
| 1963年10月                 | EP               | NS-750           | B                | ふたりの湖               | 萩原四朗              | 久慈ひろし       | 久慈ひろし       |
| 1963年                     | EP               | NS-757           | A                | 夢をつれて歩こうよ       |                       |                  |                  |
| 1963年                     | EP               | NS-757           | B                | ちっぽけな二人の世界     |                       |                  |                  |
| 1963年12月                 | EP               | SN-760           | A                | 成熟する季節             | 滝田順                | 伏見竜二         | 塩瀬重雄         |
| 1963年12月                 | EP               | SN-760           | B                | 泥だらけのいのち         |                       |                  |                  |
| 1964年2月                  | EP               | NS-770           | A                | 通学列車                 | 滝田順                | 野崎真一         | 塩瀬重雄         |
| 1964年2月                  | EP               | NS-770           | B                | あの娘のためさ           |                       |                  |                  |
| 1964年4月                  | EP               | SN-39            | A                | いのち短し               | 池田充男              |                  | 久慈ひろし       |
| 1964年4月                  | EP               | SN-39            | B                | はまなすの詩集           | 吉田弘                | 上原賢六         | 塩瀬重雄         |
| 1964年3月                  | EP               | SN-**            | A                | 伊豆の虹                 | 萩原四朗              | 福島正二         |                  |
| 1964年3月                  | EP               | SN-**            | B                |                          |                       |                  |                  |
| 1964年4月                  | EP               | SN-43            | A                | ぼくら同級生             | 滝田順                |                  |                  |
| 1964年4月                  | EP               | SN-43            | B                | 若者よ胸を張れ           |                       |                  |                  |
| 1964年5月                  | EP               | SN-54            | A                | 青いポプラの木のように   | 池田充男              | 塩瀬重雄         | 塩瀬重雄         |
| 1964年5月                  | EP               | SN-54            | B                | 十代と二十代             | 門井八郎              | 野崎真一         | 野崎真一         |
| 1964年6月                  | EP               | SN-62            | A                | あたって砕けろ           | 牧房雄                | 牧野昭一         | 牧野昭一         |
| 1964年6月                  | EP               | SN-62            | B                | 夕焼け山脈               |                       |                  |                  |
| 1964年6月                  | EP               | SN-70            | A                | 若い自転車               | 門井八郎              | 上原賢六         | 塩瀬重雄         |
| 1964年6月                  | EP               | SN-70            | B                | 東京ロマンス             | 吉田良男              | 和田香苗         | 和田香苗         |
| 1964年8月                  | EP               | SN-94            | A                | 純情鴉                   | 滝田順                | 牧野昭一         | 牧野昭一         |
| 1964年8月                  | EP               | SN-94            | B                | 青春街道                 | 門井八郎              | 上原賢六         | 塩瀬重雄         |
| 1964年9月                  | EP               | SN-113           | A                | 世界をまわろう           | 大高ひさを            | 福地清彦         | 村沢良介         |
| 1964年9月                  | EP               | SN-113           | B                | 花は微笑む西銀座         | 門井八郎              | 上原賢六         | 塩瀬重雄         |
| 1965年6月                  | EP               | SN-1**           | A                | さよならママさん         | 渋谷郁男              | 村沢良介         | 村沢良介         |
| 1965年6月                  | EP               | SN-1**           | B                | 可愛いい人               | 橋本守正              | 村沢良介         | 村沢良介         |
| 1965年6月                  | EP               | SN-146           | A                | 僕も一緒に死ぬべきだった | 渋谷郁男              | 牧野昭一         | 牧野昭一         |
| 1965年6月                  | EP               | SN-146           | B                | あの星の向うに           |                       |                  |                  |
| 1965年2月                  | EP               | SN-163           | A                | あの娘は流れ星           | 池田充男              | 久慈ひろし       | 久慈ひろし       |
| 1965年2月                  | EP               | SN-163           | B                | 別れてもなお             | 滝田順                | 久慈ひろし       | 久慈ひろし       |
| 1965年6月                  | EP               | SN-185           | A                | ささやきの小径           | 石巻宗一郎            | バッキー白片     | バッキー白片     |
| 1965年6月                  | EP               | SN-185           | B                | まことの愛               | 石巻宗一郎            | バッキー白片     | バッキー白片     |
| 1965年6月                  | EP               | SN-212           | A                | 北国のブルース           | 知野英生              | 牧野昭一         | 牧野昭一         |
| 1965年6月                  | EP               | SN-212           | B                | 別れの夜間飛行           | 知野英生              | 久慈ひろし       | 久慈ひろし       |
| 1965年7月                  | EP               | SN-227           | A                | 姉弟                     | 池田充男              |                  | 山田栄一         |
| 1965年7月                  | EP               | SN-227           | B                | 青空さんごめんなさい     |                       |                  |                  |
| 1965年8月                  | EP               | SN-250           | A                | お母さんごめんなさい     | 渋谷郁男              | 野崎真一         | 山田栄一         |
| 1965年8月                  | EP               | SN-250           | B                | 若者たちよ               | 門井八郎              | 上原賢六         | 牧野昭一         |
| 1965年11月                 | EP               | SN-278           | A                | 若桜音頭                 |                       |                  |                  |
| 1965年11月                 | EP               | SN-278           | B                | 若さで行こう             | 秋元ちかし            | 奥野信一         | 山田栄一         |
| 1965年12月                 | EP               | SN-281           | A                | 島を愛する               | 吉田弘                | 上原賢六         | 牧野昭一         |
| 1965年12月                 | EP               | SN-281           | B                | 北国の少女               | 吉田弘                | 上原賢六         | 牧野昭一         |
| 1966年3月                  | EP               | SN-319           | A                | 東京の太陽               | 門井八郎              | 天井正           | 牧野昭一         |
| 1966年3月                  | EP               | SN-319           | B                | さァ、顔を上げて         | 高月ことば            | 山倉たかし       | 山倉たかし       |
| 1966年3月                  | EP               | SN-325           | A                | 青春ア・ゴーゴー         | 青島幸男              | 脇野光司         | 大野克夫         |
| 1966年3月                  | EP               | SN-325           | B                | あしたに向って           | 渋沢敏                | 渋沢敏           | 脇野光司         |
| 1966年5月                  | EP               | SN-3**           | A                | 君が好きなのに           |                       |                  |                  |
| 1966年5月                  | EP               | SN-3**           | B                | 一人ぼっちで飛ばせ       |                       |                  |                  |
| 1966年5月                  | EP               | SN-360           | A                | ここに花咲く             | 萩原四朗              | 上原賢六         | 塩瀬重雄         |
| 1966年5月                  | EP               | SN-360           | B                | 急げ巡航船               |                       |                  |                  |
| 1966年9月                  | EP               | SN-403           | A                | 君の涙にくちづけを       | 滝田順                | 野崎真一         | 山倉たかし       |
| 1966年9月                  | EP               | SN-403           | B                | 君を呼ぶ星               | 滝田順                | 野崎真一         | 山倉たかし       |
| 1966年10月                 | EP               | SN-416           | A                | 夢は花より美しく         | 門井八郎              | 上原賢六         | 牧野昭一         |
| 1966年10月                 | EP               | SN-416           | B                | 僕ならば君ならば         | 門井八郎              | 上原賢六         | 塩瀬重雄         |
| 東芝レコード               |                  |                  |                  |                          |                       |                  |                  |
| 1967年10月                 | EP               | TP-1547          | A                | 君は恋人                 | 佐藤三郎 補：岩谷時子 | 中村八大         | 中村八大         |
| 1967年10月                 | EP               | TP-1547          | B                | 旅に出るなら             | 岩谷時子              | 中村八大         | 中村八大         |
| 1968年5月                  | EP               | TP-1646          | A                | 窓を開けよう             | 岩谷時子              | 中村八大         | 中村八大         |
| 1968年5月                  | EP               | TP-1646          | B                | こころ幼い君だから       | 岩谷時子              | 中村八大         | 中村八大         |
| 1968年11月                 | EP               | TP-2072          | A                | 京のなみだ川             | なかにし礼            | すぎやまこういち | 川口真           |
| 1968年11月                 | EP               | TP-2072          | B                | 君を抱きたい雨の夜       | なかにし礼            | すぎやまこういち | 川口真           |
| 1969年9月                  | EP               | TP-2203          | A                | さすらいの詩             | 丹古晴己              | 大本恭敬         | 白鳥五郎         |
| 1969年9月                  | EP               | TP-2203          | B                | 銀座 ヨコハマ            | 丹古晴己              | 大本恭敬         | 白鳥五郎         |
| 1970年4月                  | EP               | TP-2263          | A                | 70年の子守唄             | 阿久悠                |                  |                  |
| 1970年4月                  | EP               | TP-2263          | B                | 俺達の挽歌               |                       |                  |                  |
| 1971年2月5日               | EP               | TP-2372          | A                | 銀座の恋の物語           | 大高ひさを            | 鏑木創           | 横内章次         |
| 1971年2月5日               | EP               | TP-2372          | B                | 恋人達の虹               | わだじゅん子          | 姫由紀夫         | 横内章次         |
| 1971年12月20日             | EP               | TP-2594          | A                | 愛と死の詩               | 阿久悠                | 森田公一         | 森田公一         |
| 1971年12月20日             | EP               | TP-2594          | B                | どん底                   | 阿久悠                | 森田公一         | 森田公一         |
| RCAレコード                |                  |                  |                  |                          |                       |                  |                  |
| 1985年7月                  | EP               | RHS-2008         | A                | 東京ロマンス             | 吉岡治                | 市川昭介         | 斉藤恒夫         |
| 1985年7月                  | EP               | RHS-2008         | B                | もつれて愛               | 吉岡治                | 市川昭介         | 斉藤恒夫         |
| 日本コロムビア             |                  |                  |                  |                          |                       |                  |                  |
| 1987年                     | EP               | PES-8374SP       | A                | 二人で生きる             | タテイシヒサコ        | 荒川敏行         | 大川友章         |
| 1987年                     | EP               | PES-8374SP       | B                | 愛に抱かれて             |                       |                  |                  |
| トーラスレコード           |                  |                  |                  |                          |                       |                  |                  |
| 1990年9月27日              | 8cmCD            | TADL-7312        | 1                | 帰ってきたんだね         | 浜田光夫              | 賀川幸星         | 馬場良           |
| 1990年9月27日              | 8cmCD            | TADL-7312        | 2                | 夜霧のふたり             | 賀川幸星              | 賀川幸星         | 馬場良           |
| アクセスエンタテインメント |                  |                  |                  |                          |                       |                  |                  |
| 2009年9月4日               | CD               | AFMD-1114        | A                | 二人のポートタウン       | 藤波研介              | 浅野佑悠輝       | 若草恵           |
| 2009年9月4日               | CD               | AFMD-1114        | B                | どうなっちゃうの         | 藤波研介              | 杉村俊博         | 若草恵           |

### アルバム
- 青春の歌／僕の歌（1962年、テイチクレコード、NL-2044）

## 著書
- 『言っちゃおうかな ― 日活！イカした仲間の面白ばなし』（1984年、日之出出版 ISBN 4891980400）
- 『青春 浜田光夫 『キューポラのある街』―あれから50年』スタート（発行）、展望社（発売）、2012年7月14日。ISBN 978-4885462436。